# أختي وأنا (فلم عام 1929)
أختي وأنا (الألمانية: Meine Schwester und ich) هو فيلم أبيض وأسود كوميدي ألماني صامت إنتاج عام 1929 من إخراج مانفريد نوا وبطولة مادي كريستيانس وهانس جونكرمان وجاك تريفور. تم تصويره في الاستوديوهات الوطنية في برلين. كان الاخراج الفني للفيلم من قبل فرديناند بيلان وألكسندر فيرينزي. تستند القصة إلى مسرحية التي تحمل الاسم نفسه من تأليف لويس فيرنويل وجورج بير عام (1928)، عن قصة حب بين أميرة ألمانية وأمين مكتبة خجول.

## فريق التمثيل
- مادي كريستيانس في دور الأميرة ماتغاريت فون ماركاردشتاين
- هانز جونكرمان في دور فورست فون ماركاردشتاين
- جاك تريفور في دور البارون أودو فون إبنهاوزن
- إيغو سيم في دور الدكتور جوستاف مولر
- تيلا غاردن في دور إيرمجارد فون بليس
- تشارلز بوفي في دور سيباستيان بوفينجر
- كاميلا سبيرا في دور شو-مولي
- جاكوب تيدكي في دور كوندي

## روابط خارجية
- أختي وأنا  في قاعدة بيانات الأفلام على الإنترنت (بالإنجليزية)